# Rajmund Galon
Rajmund Galon (ur. 14 sierpnia 1906 w Rynku, pow. lubawski, zm. 19 czerwca 1986 w Toruniu) – polski geograf, profesor, członek rzeczywisty Polskiej Akademii Nauk.

## Życiorys
Urodził się w Rynku, w rodzinie Lucjana i Anny z Krebsów. W 1912 przeprowadził się wraz z rodziną do Łysomic pod Toruniem, gdzie jego ojciec objął posadę nauczyciela. W 1925 ukończył Gimnazjum Klasyczne im. Mikołaja Kopernika w Toruniu i zdał egzamin dojrzałości. W 1929 ukończył geografię na Uniwersytecie Poznańskim, a następnie podjął pracę na uczelni pod kierunkiem prof. Stanisława Pawłowskiego. Głównym obszarem zainteresowań prof. Galona była geomorfologia i problematyka czwartorzędu. Kierował pierwszą wyprawą geografów toruńskich na lodowce Islandii w 1968. Pierwsze wyniki badań przedstawił w swej rozprawie doktorskiej „Kujawy Białe i Czarne” (1929). W latach 1929–1930, będąc stypendystą Funduszu Kultury Narodowej, odbył staż podoktorski w Niemczech, Danii, Szwecji i Norwegii. Po odbyciu stażu naukowego w Niemczech i krajach skandynawskich dalsze wyniki opisał w pracy „Morfologia doliny Drwęcy” (1931). Obszerne opracowanie „Dolina dolnej Wisły, jej kształt i rozwój na tle budowy dolnego Powiśla” (1934) było podstawą habilitacji. Niebawem objął stanowisko docenta kontraktowego i wykłady z geografii fizycznej i kartografii. W latach 1930–1931 odbył służbę wojskową w Jarocinie, gdzie uzyskał stopnień podporucznika. Od 1931 pracował na Uniwersytecie Poznańskim jako starszy asystent w Instytucie Geografii, od 1935 jako docent geografii fizycznej na wydziale matematyczno-przyrodniczym. Podróżował w celach naukowych do Niemiec, Francji, Szwajcarii, Bułgarii, Turcji. Uczestniczył w międzynarodowych kongresach geograficznych w Wiedniu (1935), Sofii (1936), Amsterdamie (1938). Sekretarz komitetu geograficznego Towarzystwa Przyjaciół Nauk w Poznaniu, sekretarz Towarzystwa Geograficznego w Poznaniu, współpracownik komitetu geograficznego Polskiej Akademii Umiejętności, członek Międzynarodowej Unii Badań Czwartorzędu w Wiedniu.
W momencie wybuchu II wojny światowej został zmobilizowany i wcielony jako oficer ordynansowy do dowództwa 17. Dywizji Piechoty, która wchodziła w skład Armii „Poznań”. Brał udział w bitwie nad Bzurą. 17 września 1939 trafił do niewoli niemieckiej. Znalazł się w Oflagu II A Prenzlau (nr jeniecki 1196), na przełomie 1943/44 w Gross Born. W tym okresie prowadził wykłady dla współtowarzyszy, które stały się podstawami wydanego po wojnie podręcznika „Siatki kartograficzne” (1951).
Po wyzwoleniu, od września 1945 do połowy 1946 przebywał w Belgii, gdzie prowadził zajęcia dla polskich studentów na uniwersytetach w Brukseli i Leuven. Po powrocie do kraju, od 1946 do emerytury w 1976 kierował katedrą (później zakładem) geografii fizycznej Uniwersytetu Mikołaja Kopernika w Toruniu. W 1948 uzyskał tytuł profesora nadzwyczajnego, a w 1956 – profesora zwyczajnego UMK w Toruniu. W latach 1948–1949 pełnił również funkcję dyrektora Regionalnej Dyrekcji Planowania Przestrzennego w Bydgoszczy.
Doktor honoris causa uniwersytetów im. Adama Mickiewicza z 1983 i Mikołaja Kopernika w Toruniu z tegoż roku. Członek Honorowy Polskiego Towarzystwa Geograficznego od 1965. Członek korespondent (od 1969), członek rzeczywisty (od 1980) Polskiej Akademii Nauk Członek Polskiego Towarzystwa Geologicznego.
Był mężem Margrity z Krzewińskich (1912–1998).
Zmarł 19 czerwca 1986 w Toruniu. Spoczywa, razem z żoną, na Centralnym Cmentarzu Komunalnym w Toruniu (sektor IVB1_5-1-1).

## Ordery i odznaczenia
- Złoty Krzyż Zasługi (28 września 1954)[10]
- Medal „Za udział w wojnie obronnej 1939” (1982)[1]
- Medal Zwycięstwa i Wolności 1945 (1974)[1]
- Medal Komisji Edukacji Narodowej (1967)[1]
- Odznaka Grunwaldzka (1947)[1]
- Medal Polskiego Towarzystwa Geograficznego (1965)[6]
- Złota Odznaka Polskiego Towarzystwa Geograficznego (1967)[6]
- Odznaka „Zasłużony dla województwa bydgoskiego” (1960)[1]
- Odznaka „Zasłużony dla województwa toruńskiego” (1983)[1]

## Upamiętnienie
Dla uczczenia pamięci prof. R. Galona audytorium nr 104, znajdujące się na parterze gmachu Wydziału Biologii i Ochrony Środowiska oraz Wydziału Nauk o Ziemi UMK w Toruniu, zlokalizowanego przy ul. Lwowskiej, nazwano jego imieniem.
27 lipca 2000 Rada Miasta Torunia upamiętniła zasługi R. Galona nazywając jego imieniem jedną z ulic na Podgórzu.

## Wybrane prace
- Rajmund Galon (red.), 1967. Czwartorzęd Polski – studium zbiorowe; red. Państwowe Wydawnictwo Naukowe, Warszawa.
- Rajmund Galon (red.), 1972. Geomorfologia Polski. PWN.
- Rajmund Galon (red.), 1977. Contributions to Glacial Morphology of the Scandinavian Ice Sheet. Zeitschrift fur Geomorphologie, Suplementband, 27.